# Peloneustes
Peloneustes (z gr. "pływak w mule") – rodzaj drapieżnego pliozaura, żyjącego pod koniec jury. Pierwszego odkrycia dokonano w 1889. Szczątki odkryto na terenie Anglii oraz Rosji, co wskazuje na fakt, że zwierzę to występowało szeroko w morzach oblewających obszary Europy.
Długość ciała wynosiła około 3 metrów. Ważył blisko 300 kilogramów. Jego długa głowa nie była zaopatrzona w narząd Jacobsona, charakterystyczny dla wielu plezjozaurów i pozwalający im na węszenie pod wodą. Szczęki wyposażone były we względnie małą liczbę niezbyt ostrych zębów. Na charakterystyczną dla pliozaurów krótką szyję składały się 20-22 kręgi. Kości przedramion i podudzia, wchodzące w skład jego płetwowatych kończyn, były wyraźnie skrócone.
Średnie rozmiary i opływowy kształt ciała pozwalały zwierzęciu być aktywnym drapieżnikiem. Polował samotnie. Żywił się zapewne głównie morskimi mięczakami, jak na przykład amonity. Badanie skamieniałości wykazało, że w miejscu, gdzie znajdował się niegdyś żołądek zwierzęcia, znajdowały się pozostałości przyssawek strawionych głowonogów.